# Misao Okawaová
Misao Okawa, někdy také Misawo Okawa (japonsky 大川 ミサヲ; * 5. března 1898, Tenma, Ósaka, Japonsko – 1. dubna 2015 Higashisumiyoshi-ku, Ósaka, Japonsko) byla japonská žena, která se po smrti Jiroemona Kimury 12. června 2013 se stala nejstarším člověkem světa. Nejstarší ženou světa se stala 12. ledna 2013, když zemřela ve věku 115 let Japonka Koto Okubo.
Narodila se v Tenmě v prefektuře Ósaka. Její otec vyráběl kimona. v roce 1919 se vdala a měla dvě dcery a syna. Manžel jí zemřel v roce 1931.